# Disforia di genere
L'incongruenza di genere o disforia di genere è una forma di sofferenza psico-fisica percepita da un individuo che non si riconosce, in senso di identità interiore, o, più specificatamente, di genere, nel proprio sesso fenotipico di nascita, cioè non si sente descritto da esso, nonostante l’apparente conformità esteriore, provando senso di disagio che coinvolge corpo e mente.
L'incongruenza di genere è spesso definita come disforia di genere, ma precedentemente era conosciuta anche come DIG (abbreviazione di disturbo dell'identità di genere, nomenclatura in disuso). Il precedente termine "disturbo" è stato infatti rinominato "disforia" nel DSM-5, a causa della stigmatizzazione che il termine disturbo comportava. Il termine disforia di genere venne introdotto nel 1971 da Donald Laub e Norman Fisk.
Lo stesso manuale afferma che "l’ambito del sesso e del genere è fortemente controverso"  (p. 613 del DSM-5-TR, 2023).
L'ICD-11, pubblicato il 18 giugno 2018, ha depatologizzato la disforia di genere spostandola dal capitolo dei disturbi mentali ad un nuovo capitolo, appositamente creato, sulla salute sessuale in cui è classificata come appunto incongruenza di genere. Viene mantenuto nell'ICD per i significativi trattamenti medici che la condizione richiede.
Le persone con incongruenza di genere si identificano comunemente come transgender. La non conformità di genere invece, non è la stessa cosa della disforia di genere e non in tutti i casi porta a disforia o angoscia.
Le cause dell’incongruenza di genere sono sconosciute, ma l'identità di genere riflette fattori genetici e biologici e, in parte, l’influenza di fattori   ambientali e culturali. Il trattamento per la disforia di genere può includere il sostegno all'espressione e al ruolo di genere dell'individuo, o il suo desiderio di terapia ormonale o intervento chirurgico. Il trattamento può anche includere consulenza, supporto psicologico e/o psicoterapia.
L'incongruenza di genere è legata all’identità di genere ed è pertanto indipendente dall'orientamento sessuale e non va confuso con esso: infatti le persone transgender possono avere qualsiasi orientamento sessuale e sentimentale, indipendentemente dal loro genere. Ad esempio, possono essere eterosessuali, omosessuali, bisessuali, pansessuali o asessuali.
L'identificazione nel sesso non assegnato alla nascita ed il relativo disagio provocato da questa condizione possono essere avvertiti già in fase preadolescenziale.

## Caratteristiche
l'incongruenza di genere (IG) è considerata una variante naturale dell'identità di genere umana, in cui l'identità di genere di una persona non si allinea con il sesso assegnato alla nascita. Questa condizione può provocare un malessere clinicamente significativo, inteso come disforia di genere. Si distingue, in questo, dalla varianza o non conformità di genere, in cui l'identità non binaria più raramente porta a disforia e quindi ad un disagio significativo psicologicamente e fisicamente rispetto al genere. Infatti, secondo l'American Psychiatric Association, l'elemento critico della disforia di genere è un senso di "angoscia clinicamente significativa".
L'incongruenza di genere può manifestarsi in modi diversi, tra cui:
1. Disforia di genere: stato di malessere, angoscia e significativo disagio psicofisico legato al corpo e allo stigma sociale.
2. Euforia di genere: stato di gioia, autenticità e più in generale emozioni positive quando l'identità di genere è riconosciuta da sé stessi e dagli altri. È associata a maggiore resilienza.[17][18]

Tuttavia le intensità della disforia possono variare e l'euforia è generalmente dinamica, episodica e non costante nel ciclo di vita. Alcuni ricercatori e persone transgender non binarie supportano la declassificazione della condizione affermando che la diagnosi può patologizzare la varianza di genere basandosi su un modello binario del genere che presuppone la classificazione solo in due categorie, “uomo” o “donna”.
La disforia di genere, quando persistente e severa, in contesti sociali di discriminazione e stigma, può contribuire allo sviluppo di condizioni psicopatologiche. Aumentano il rischio di depressione, ideazione suicidaria, comportamenti di dipendenza, disturbi d’ansia e distress generale. Questo fenomeno si riconduce al modello teorico dello “stress da minoranza” che spiega come l’oppressione sociale aggravi il distress psicologico delle persone transgender e/o con identità non conformi. Inoltre, sono comuni nelle persone transgender disagi somatici associati a dolore, fatica, prurito, depersonalizzazione e autolesioni cutanee verso le zone del corpo percepite incongruenti con la propria identità.

## Diagnosi

### Secondo il DSM-IV
L'incongruenza di genere era catalogata fra i disturbi mentali del DSM-IV (2000) (Manuale Diagnostico e Statistico dei Disturbi Mentali) ed era considerata una malattia mentale.
Secondo il DSM-IV, i criteri diagnostici per identificare l'incongruenza di genere erano i seguenti:
1. Il soggetto si identifica in maniera intensa e persistente con individui di sesso opposto a quello biologico.
2. Questa identificazione non deve essere semplicemente un desiderio di qualche presunto vantaggio culturale derivante dall'appartenenza al sesso opposto (a quello biologico).
3. Deve esserci l'evidenza di una condizione di malessere persistente o di estraneità riguardo al proprio sesso biologico.
4. Forte desiderio di appartenere al genere opposto.
5. L'individuo non deve presentare una condizione di intersessualità (es. sindrome di insensibilità agli androgeni o iperplasia surrenale congenita)
6. Forte desiderio di essere trattato come un membro del genere opposto.
7. Deve esserci un disagio clinicamente significativo o compromissione in ambito sociale, lavorativo e nelle relazioni interpersonali.

### Secondo il DSM-5
L'incongruenza di genere è catalogata nel DSM-5 (2013) in una categoria a sé stante, ove non è un disturbo, ma uno stato di sofferenza provata dagli individui il cui sesso assegnato alla nascita non coincide col genere percepito.
Secondo il DSM-5, i criteri diagnostici per identificare l'incongruenza di genere negli adolescenti e negli adulti sono i seguenti:
A. Una marcata incongruenza tra il genere di cui una persona ha esperienza/esprime, e il genere assegnato alla nascita, di durata di almeno sei mesi, che si manifesta con almeno due dei seguenti:
1. Marcata incongruenza tra genere esperito e caratteristiche sessuali primarie/secondarie ( o nei giovani adolescenti, le caratteristiche sessuali previste).
2. Forte desiderio di liberarsi delle proprie caratteristiche sessuali primarie e/o secondarie a causa della marcata incongruenza col genere esperito (o nei giovani adolescenti, il desiderio di prevenire lo sviluppo delle caratteristiche sessuali secondarie previste).
3. Forte desiderio per le caratteristiche sessuali primarie o secondarie del genere opposto.
4. Forte desiderio di appartenere al genere opposto (o ad un genere alternativo diverso da quello assegnato alla nascita).
5. Forte desiderio di essere trattato come un membro del genere opposto (o di un genere alternativo diverso dal genere assegnato alla nascita).
6. Forte convinzione di avere sentimenti e reazioni tipici del genere opposto (o di un genere alternativo diverso dal genere assegnato alla nascita).

B. La condizione dev'essere associata inoltre a sofferenza clinicamente significativa o a compromissione del funzionamento in ambito sociale, lavorativo o in altre aree importanti.

## Gli interventi chirurgici
Il più antico intervento di cui si abbia un resoconto storico (la cui veridicità è peraltro contestata) sembra essere quello cui Nerone sottopose un giovane liberto, Sporo, dalle fattezze muliebri e simili a quelle di Poppea. Dopo la morte di quest'ultima, Nerone lo avrebbe fatto castrare e rivestire di abiti e belletti femminili, unendosi con lui in un vero e proprio matrimonio.
Uno dei primi casi nella storia di operazione chirurgica su una persona transgender fu l'artista danese Lili Elbe nel 1930.

## Incidenza
Fonti diverse indicano stime diverse sul numero di individui con incongruenze dell'identità di genere:
- 1 su 10-12 000 nati maschi e 1 su 30 000 nati femmine[25][26].
- 1 su 30 000 nati maschi e 1 su 100 000 nati femmine[27][28].

Dal 2010 al 2020 il numero di casi diagnosticati nel mondo occidentale è aumentato da 10 a 40 volte. In Francia, si è passati da 10 casi l'anno del 2010 a 10 casi al mese nel 2020. Negli Stati Uniti, nel 2007 è stata aperta la prima clinica per la disforia di genere Boston e nei successivi dieci anni ne sono state aperte altre 40.

## In Italia

### Diagnosi
La diagnosi si basa spesso sulla psicologia affermativa di genere.
Genspect e GenerAzione D sono alcune delle organizzazioni che criticano la psicologia affermativa e propongono un percorso psicoterapeutico di tipo esplorativo (detto anche di scoperta), individuale o di gruppo, l'obiettivo di aiutare il paziente a comprendere meglio il funzionamento del proprio Sé e le sue cause.

### Normativa
In Italia, dopo una mobilitazione del Movimento Italiano Transessuali e dei Radicali, che sensibilizzò l'opinione pubblica sulla questione, si arrivò alla legge 164 del 14 aprile 1982, recante la disciplina per la rettificazione del genere sentito e conseguentemente del nome anagrafico, a favore delle persone transgender. Questa legge, secondo gli attivisti LGBT, ha costituito per il nostro ordinamento un esempio importante di civiltà giuridica e rispetto dei diritti fondamentali della persona. In realtà non è mai stata sottoposta al parere dell'opinione pubblica per rilevarne il riscontro. 
Ne deriva che la legge n. 164 riconosce quindi alle persone transessuali la loro condizione ed il genere di transizione. La legge recita all'art. 3: 
(Legge 14 aprile 1982, n. 164)
Nella teoria, dunque, nel caso la persona transgender non ritenga necessario l'intervento chirurgico per raggiungere l'equilibrio, in Italia è possibile comunque ottenere il cambiamento dei dati anagrafici, come ha chiarito una sentenza del Tribunale di Roma nel 2012. Nei fatti, si è sempre data una interpretazione rigida della legge e si è dunque sempre ritenuto necessario l'intervento chirurgico al fine dell'adeguamento dei dati anagrafici.
Le persone che hanno concluso, da un punto di vista legale, la transizione da un sesso all'altro possono sposarsi ed adottare.

### LaPiccola soluzionee laGrande soluzione
Come obiettivo di massima della mobilitazione da parte del Movimento Italiano Transessuali e dei Radicali si considerò la legge tedesca (10 settembre 1980, I, nr.1654) che prevedeva due 'tappe' chiamate "soluzioni":
- PRIMA TAPPA: Attraverso la cosiddetta  piccola soluzione si riattribuisce anagraficamente un nome adatto alle istanze della persona transessuale, senza alcuna necessità di interventi ormonali e/o chirurgici sul viso.
- SECONDA TAPPA: La  grande soluzione, che rimane facoltativa, permette (dopo almeno uno o due anni di vita vissuta come appartenente al sesso di elezione e dopo varie verifiche) di accedere all'iter che porta fisicamente alla riassegnazione chirurgica del sesso.

Recentemente in Spagna è stata approvata una legge che consente il cambiamento del nome sui documenti senza dover intervenire chirurgicamente sul proprio corpo e senza procedure giudiziarie. I requisiti richiesti rimangono una diagnosi di "incongruenza di genere" e che la persona richiedente si sia sottoposta almeno da due anni a terapia ormonale, ad eccezione dei casi in cui per motivi, certificati, di salute o età non si possa accedere al trattamento suddetto.

### L'iter legale recente
La legge 164 del 14 aprile 1982 non prevede un regolamento di applicazione, quindi -ad oggi- la procedura giudiziaria è frutto di un'interpretazione tendenzialmente condivisa, che lascia comunque ampi vuoti. La legge non descrive una "normalità" acclarata né una "diversità" certa da correggere, non si esprime in modo rigoroso e restrittivo, quindi dà luogo alla possibilità di non uniformarsi del tutto agli stereotipi di genere.
- La persona transessuale deve presentare un'istanza al Tribunale della zona di residenza

(si preferisce allegare una perizia tecnica favorevole da un perito di parte accreditato presso il Tribunale stesso)
- Il Tribunale nel caso lo ritenga necessario nomina un consulente tecnico d'ufficio (ad es. se non si è presentata una perizia autonomamente o nel caso sia prassi consolidata in quella sede)
- Con la sentenza positiva del tribunale ci si può rivolgere alle strutture ospedaliere per richiedere gli interventi chirurgici: penectomia, orchiectomia ed eventualmente vaginoplastica per le persone trans MtF; mastectomia, isterectomia ed eventualmente falloplastica o clitoridoplastica (metoidioplastica) per le persone trans FtM.
- Dopo essersi sottoposti agli interventi demolitivi bisogna nuovamente rivolgersi al Tribunale per il cambiamento di stato anagrafico attraverso il quale i documenti d'identità (carta d'identità, passaporto, documenti elettorali, patente di guida, codice fiscale, titoli di studio, licenze, certificati di proprietà)[38] vengono modificati per sesso e per nome, con l'eccezione del casellario giudiziario e l'estratto integrale di nascita, documenti che possono essere richiesti esclusivamente dallo Stato o da Enti pubblici.

Si può osservare che non è semplice eliminare ogni traccia che riguardi il nome ed il sesso originari, nonostante sia questa un'intenzione alla base della legge: i curricula scolastici ed accademici, alcuni attestati e certificazioni in alcuni casi non sono riscrivibili. I diplomi di Laurea e di scuole superiori, tuttavia, sono ottenibili su pergamena originale con il nuovo nome anagrafico, richiedendoli, previa documentazione di sentenza di tribunale attestante l'avvenuto cambio di sesso, ai Provveditorati degli Studi, ai Conservatori di musica, ecc. Le vecchie pergamene saranno contestualmente distrutte a carico degli ufficiali pubblici. Nel caso di figli biologici non è automatica la ri-certificazione.
Da luglio 2017 si può ottenere il cambio di sesso anagrafico anche senza alcun intervento chirurgico. Lo ha stabilito la Corte costituzionale con sentenza n. 180. La prevalenza della tutela della salute dell'individuo sulla corrispondenza fra sesso anatomico e sesso anagrafico, “porta a ritenere il trattamento chirurgico non quale prerequisito per accedere al procedimento di rettificazione (come sosteneva il Tribunale di Trento) ma come possibile mezzo, funzionale al conseguimento di un pieno benessere psicofisico”.
Secondo alcune fonti giornalistiche dell'aprile 2025, rilanciate dal Movimento Identità Trans, il governo italiano avrebbe proposto un registro per monitorare i trattamenti legati alla disforia di genere, delle persone trans*, compresi minorenni, che accedono a terapie ormonali e/o farmaci bloccanti, definito dal governo come " necessario a verificare le prescrizioni e il percorso". La stessa proposta includerebbe l'obbligo di almeno cinque sedute psichiatriche prima di accedere alla terapia ormonale. Tuttavia, la misura, ancora non formalizzata, è stata criticata da alcuni gruppi LGBTQ+ , che hanno espresso preoccupazioni riguardo a potenziali rischi in termini di privacy, stigma e limitazioni nell'accesso di cure.